# Sethlans Teitan
Sethlans Teitan właściwie Davide Totaro (ur. 12 września 1978), znany również jako Set Teitan 131 – włoski muzyk, kompozytor, wokalista, autor tekstów i instrumentalista. Sethlans Teitan znany jest przede wszystkim z występów w grupie muzycznej Aborym, której był członkiem w latach 1997-2005. Współpracował także ze szwedzkim zespołem Bloodline. W latach 2004–2005 był członkiem zespołu Jona Nödtveidta - Dissection. Od 2007 roku członek koncertowego składu formacji Watain.
Muzyk wystąpił gościnnie m.in. na płytach takich zespołów jak: Anaal Nathrakh, Arckanum, Nifelheim czy Unanimated.

## Filmografia
- Death Metal Murders (2005, film dokumentalny, produkcja: BBC Two, Sam Bagnall, Elena Cosentino)